# Étienne Thobois
Étienne Thobois, né le 20 septembre 1967 à Amiens (Somme), est un ancien joueur de badminton français, de 1,86 m pour 78 kg, licencié au Lille Université Club à partir de 1984, devenu dirigeant d'organisations des évènements sportifs internationaux tenus en France.
Après une formation au centre « badminton » de l'INSEP à compter de 1990, il a été nommé Chargé de communication à la Fédération française de badminton en 1995 (durant deux ans), puis a participé aux Jeux olympiques d'Atlanta en 1996 (33e en simple).
Diplômé de l'ESCP en 1994, il occupe le poste de directeur des finances et des services au public des Mondiaux d’athlétisme au Stade de France en 2003, puis directeur général de la Coupe du monde de rugby à XV 2007, ainsi que directeur des sports et de la planification du comité de candidature Paris 2012 aux Jeux olympiques. Il est ensuite le directeur général du comité de candidature de Paris à l'organisation des Jeux olympiques 2024.
En décembre 2017, il est nommé directeur général du Comité d'organisation des Jeux olympiques et paralympiques de Paris 2024 aux côtés du président Tony Estanguet.

## Palmarès
- Membre des équipes de France de 1987 à 1996;
- Classé parmi les 12 premiers joueurs européens;
- Numéro 1 français de 1991 à 1994;

| Saison    | Titre                         | Discipline    | N° |
| --------- | ----------------------------- | ------------- | -- |
| 1990/1991 | Championnat de France séniors | Simple hommes | 1  |
| 1992/1993 | Championnat de France séniors | Simple hommes | 1  |
| 1993/1994 | Championnat de France séniors | Simple hommes | 1  |

(il a également été trois fois vice-champion de France seniors en simple)

## Candidatures pour l'organisation des Jeux olympiques
Après plusieurs missions pour les comités de candidature de Paris 2008 puis 2012 et Tokyo 2020, il devient directeur général du comité de candidature Paris 2024. S'il laisse le devant de la scène à Tony Estanguet, triple champion olympique, Bernard Lapasset, l'ex-président de la FFR, et aux personnalités politiques concernées, ce spécialiste de l'événementiel sportif diplômé de l'Ecole supérieure de commerce de Paris (ESCP) est la cheville ouvrière d'une candidature acquise après la validation du dossier de Los Angeles pour 2028 et il devient le directeur général du comité d'organisation des Jeux d'été de 2024.

## Distinctions et honneurs

### Décorations françaises
Étienne Thobois est nommé, le 29 janvier 2025, au grade de chevalier de l'ordre national de la Légion d'honneur, au titre d'« ancien joueur de badminton de haut niveau, directeur général du Comité d'organisation des jeux Olympiques et Paralympiques de Paris 2024 ; 38 ans de services ».

### Décorations internationales
- Ordre olympique échelon argent (Comité international olympique), le 12 août 2024[5].